# A.E. Psychiko
El Athlitiki Enosi Psychikou (griego: Αθλητική Ένωση Ψυχικού) es un equipo de baloncesto griego con sede en Psykhikó, en el área metropolitana de Atenas, que actualmente juega en la A2 Ethniki, la segunda división griega. Disputa sus partidos como local en el Antonis Tritsis Indoor Hall, con capacidad para 1.100 espectadores.

## Historia
En 1985 se fundó la Unión Atlética Psychikou por Dimitri Chouliaraki, con el fin de convertirse en un lugar de encuentro deportivo para los niños y jóvenes de Psychiko que hasta entonces no tenían un espacio similar. Comenzó su actividad centrándose en el baloncesto, jugando el la calle hasta que en 1994, con ayudas municipales y estatales, construyeron una cancha cubierta. El equipo se movió por las categorías inferiores del baloncesto heleno hasta que en 2012 lograron el ascenso a la B Ethniki, el tercer nivel.
Sólo permaneció el equipo un año en la categoría, ya que en 2013 lograron en ascenso a la A2 Ethniki tras acabar primeros en el Grupo Sur, categoría a la que pertenecen el la actualidad.

## Trayectoria
| Temporada | Nivel | Liga       | Pos. | Resultado |
| --------- | ----- | ---------- | ---- | --------- |
| 2012-13   | 3     | B Ethniki  | 1    | Asciende  |
| 2013-14   | 2     | A2 Ethniki | 4    | -         |
| 2014-15   | 2     | A2 Ethniki | 5    | -         |
| 2015-16   | 2     | A2 Ethniki | 8    | -         |
| 2016-17   | 2     | A2 Ethniki | 9    | -         |
| 2017-18   | 2     | A2 Ethniki | 11   | -         |
| 2018-19   | 2     | A2 Ethniki |      | -         |